# Laurens (Hérault)
Laurens  (en idioma occitano Laurenç)  es un pequeño pueblo de 1593 habitantes (datos 2014) y comuna francesa, situada en el departamento francés de Hérault y la región de Occitania, en las proximidades de la zona montañosa del Macizo Central francés.
Sus habitantes reciben el gentilicio de Laurentiens.

## Demografía
| 1055 | 1047 | 1028 | 1006 | 1009 | 932 | 1593 |
| Para los censos de 1962 a 1999 la población legal corresponde a la población sin duplicidades (Fuente: INSEE [Consultar]) |      |      |      |      |     |      |